# Avalon Heroes
Avalon Heroes (відома як Avalon Online в Азії) — це безкоштовна відеогра жанру MOBA, розроблена WeMade Entertainment для Microsoft Windows. Гра значною мірою заснована на популярному моді для Warcraft III: The Frozen Throne, а мод значною мірою заснований на DotA. Avalon Heroes привернули певну увагу в кіберспортивних колах. Гра була закрита 8 лютого 2013 року через відсутність достатньої кількості гравців.